# Cayo Rutilio Gálico
Cayo o Gayo Rutilio Gálico  fue un político y militar romano del siglo I que desarrolló su cursus honorum bajo los reinados de Claudio, Nerón y los Flavios. Fue cónsul sufecto en el nundinium de septiembre-diciembre del año 71  y una segunda vez en el año 85 con Lucio Valerio Catulo Mesalino.

## Familia y orígenes
Su nombre completo fue Quinto Julio Cordino Cayo Rutilio Gálico, fruto probablemente de una adopción testamentaria. Olli Salomies señala que su nombre antes de ser adoptado era Cayo Rutilio Gálico y que, por tanto, era miembro de la gens Rutilia de Augusta Taurinorum (la actual Turín). El consenso general es que el elemento adoptivo de su nombre es Quinto Julio Cordino y, por lo tanto, su padre adoptivo podría haber sido Quinto Julio Cordo, cónsul sufecto en el año 71. Salomies duda de que fuera el padre adoptivo, aunque «sin duda era un pariente cercano» de Gálico. Spaul sugirió que su padre biológico fue Cayo Rutilio Secundo, gobernador ecuestre de Mauritania Tingitana durante el reinado del emperador Claudio.
Gálico estuvo casado con Minicia Petina, conocida por una inscripción encontrada en Augusta Taurinorum.

## Carrera política
El primer puesto conocido de Gálico fue el de tribuno militar de la Legio XIII Gemina, que parece que ocupó en el 52. Este cargo militar fue seguido por las magistraturas de cuestor y edil curul. Luego sirvió nuevamente en las legiones como legatus, o comandante, de la Legio XV Apollinaris a finales del reinado del emperador Claudio. En esta época, la legión estuvo estacionada en Panonia. Después, fue designado para gobernar la provincia de Galacia en Anatolia central. En el año 68, fue nombrado miembro de los sodales Augustalis, que eran los sacerdotes encargados del culto al emperador Augusto. Este sacerdocio era muy importante para la dinastía Julio-Claudia y el nombramiento es una clara indicación de que Gálico fue favorecido por el emperador Nerón.
Además de ser favorecido por Nerón, también gozó de la confianza de Vespasiano. Este lo nombró cónsul poco después de su llegada a Roma desde Judea. El consulado se consideraba el más alto honor que podía otorgar el Estado romano y Vespasiano habría hecho esos nombramientos con sumo cuidado para recompensar la lealtad y consolidar su apoyo después del Año de los Cuatro Emperadores. El nombre de su colega consular no se conoce. Por estas fechas también fue admitido en el colegio de pontífices, de nuevo un signo de la alta estima del emperador.
Tras su cargo consular, fue nombrado gobernador proconsular de África alrededor de los años 73-74. Aunque ser procónsul de África o Asia se consideraba la cumbre de la carrera senatorial y, por lo general, el último paso en el servicio imperial, se sabe que Gálico fue gobernador de Germania Inferior del 76 al 78. Ocupó un segundo consulado siete años más tarde, nombrado por Domiciano y teniendo por colega de Lucio Valerio Catulo Mesalino, sustituyendo al propio emperador. El último cargo de Gálico fue el de prefecto urbano de Roma que ocupó alrededor del año 91.

## Muerte
Estacio le dedicó un poema,Silvae 1.4, en el que celebraba su recuperación de una enfermedad. Sin embargo, parece ser que su recuperación resultó ser de corta duración, como señala el propio Estacio, quien indica en el prefacio del primer libro de Silvae, publicado alrededor del año 93, que el consular había muerto de esa misma enfermedad poco antes.